# أنتوني كوين (لاعب دوري الرغبي)
أنتوني كوين (بالإنجليزية: Anthony Quinn)‏ هو لاعب دوري الرغبي أسترالي، ولد في 19 يناير 1983 في Penrith, New South Wales ‏ في أستراليا.